# Evan Bayh
Birch Evans "Evan" Bayh III (Shirkieville, 26 de dezembro de 1955) é um político dos Estados Unidos, membro do Partido Democrata e senador pelo estado do Indiana desde 1999, sendo reeleito em 2004.

## Biografia
Evan Bayh é filho de Birch E. Bayh II, senador entre 1963 e 1981 e candidato na eleição primária do Partido Democrata à eleição presidencial de 1976.
É graduado em Economia Política pela Universidade de Indiana (1978) e em Direito pela Universidade da Virgínia (1981).
Com o apoio do seu pai, lançou-se na política em 1986, sendo Secretário de Estado de Indiana aos 31 anos. Em Novembro de 1988 Bayh foi eleito como governador de Indiana, aos 33 anos.
Governador até 1997, deixou as finanças do estado em ordem e uma popularidade altíssima, num estado tradicionalmente mais favorável ao Partido Republicano.
É democrata centrista e foi eleito para o Senado dos Estados Unidos em 1998.
Evan Bayh foi por duas vezes tido como candidato potencial ao cargo de vice-presidente dos Estados Unidos, em 2000 como running mate de Al Gore e em 2004 com John Kerry.
Bayh foi reconduzido ao Senado em 2004 com 61,65 % dos votos, ao mesmo tempo que o seu estado escolhia George W. Bush com mais de 25 pontos de avanço na eleição presidencial desse ano.
Toma frequentemente posições mais progressistas, no quadro de uma estratégia que lhe assegura a base do Partido Democrata. Votou contra a confirmação de Gale Norton no secretariado do interior, contra a de Condoleezza Rice no departamento de estado e contra a do procurador-geral Alberto Gonzales. Pronunciou-se também contra a nomeação dos juízes John Roberts e Samuel Alito para o Suprema Corte dos Estados Unidos e tornou-se um dos detractores da gestão feita pela administração Bush da guerra do Iraque (guerra que apoiou em 2003).
Apoiou, em 2008, a candidatura de Hillary Clinton à presidência.
É casado com Susan Breshears e pai de gémeos.